# Srednjočakavski dijalekt
Srednjočakavski dijalekt ili ikavsko-ekavski čakavski dijalekt, najraspršeniji čakavski dijalekt, sa znatnim kajkavskim svojstvima.
Govori se na području između sjevernočakavskog dijalekta i južnočakavskog dijalekta; obuhvaća Dugi otok, Kornate, Lošinj, Krk, Rab, Pag, Ugljan, na kopnu Senj, Vinodol, Ogulin, Brinje, Otočac, Dugu Resu, dio središnje Istre i područje od Muna u sjevernoj Istri do Obrova u Sloveniji.
U ovom dijalektu jat je postao u e ili i po sljedećem pravilu (tzv. pravilo Jakubinski-Meyer):
- ispred dentalnih suglasnika (t, d, s, z, l, r, n) ako iza njih slijede stražnji samoglasnici (a, o, u) ili ako su na kraju riječi, prelazi u e (leto, koleno, mera)
- u svim drugim slučajevima, prelazi u i (dica, vrime, rika, brig).

Dijalekt se sastoji od 3 poddijalekta, rubnog, primorskog i kontinentalnog. Kontinentalnim se govori i u Gradišću (govor Haca, Poljanaca i Doljanaca), a neki jezikoslovci (npr. Iva Lukežić) primorski poddijalekt radi zajedničkih isoglosa prebacuju u sjeverozapadnučakavsku skupinu kao njen ikavsko-ekavski dijalekt.
Na srednjočakavskom dijalektu temelji se standardizirani jezik gradišćanskih Hrvata.